# Force aérienne des Émirats arabes unis
La force aérienne des Émirats arabes unis (anglais : United Arab Emirates Air Force, UAEAF) est créée en 1968 alors que les EAU étaient encore sous domination britannique. Depuis lors, elle a subi une réorganisation et son expansion continue en termes de capacité et d'avions. Actuellement, l'UAEAF a environ 4 000 personnes et exploite environ 368 aéronefs à voilure fixe et à voilure tournante.

## Histoire
L'histoire de l'UAEAF commence en 1968 lorsque la force aérienne de l'armée d'Abu Dhabi est créée sous domination britannique. Après être devenue la force aérienne d'Abu Dhabi en 1972, un investissement majeur a assuré son expansion en termes de capacités, de qualité et de quantité d'avions. La formation et l'instruction ont été fournies par les forces aériennes pakistanaises. Son voisin, l'émirat de Dubaï, a maintenu sa composante aérienne propre, la Dubai Defense Force Air Wing, jusqu'en 1999, lorsque les deux ont été effectivement fusionnées pour devenir ce qui est maintenant la force aérienne des Émirats arabes unis. Bien que l'intégration des deux forces indépendantes ait été terminée, un faible degré d'autonomie existe au niveau du commandement opérationnel, avec le Commandement aérien de l'Ouest étant basée à Abu Dhabi et le Commandement aérien central à Dubaï.
Sa première grande opération hors de la péninsule arabe a lieu en Libye en 2011 où six Mirage 2000-9 et six F-16 C/D Block 60 sont engagés dans l'intervention militaire de 2011 en Libye depuis La Sude (Crète) avant de rejoindre la base aérienne de Sigonella (Sicile). En août 2014, des Mirage 2000 basé en Égypte ravitaillés par des Airbus A330 MRTT interviennent par deux fois lors de la guerre civile libyenne. 4 F-16 émiriens ont participé aux premières frappes de la coalition contre l’État Islamique en Syrie le 23 septembre 2014 lors de la guerre civile irakienne. Les Émirats ont exprimer leur volonté d’acquérir des F-35, considérée comme l’un des avions de chasses les plus moderne du monde, mais ils ont dû faire face à l’hostilité d’Israël qui craint perdre sa supériorité aérienne si l’Émirat s’en procure. La Turquie étant exclue du programme F-35 après la décision d’Erdogan d’acquérir des S-400, Israël est le seul pays du Proche-Orient qui dispose du F-35I.

## Personnel et entraînement
Dans les années 1970 et 1980, la force aérienne d'Abu Dhabi était entraînée par des pilotes des forces aériennes pakistanaises sur Dassault Mirage III, l'épine dorsale de la composante aérienne aboudhabienne à l'époque. Même aujourd'hui, beaucoup de personnel sont des ex-officiers et techniciens des forces aériennes pakistanaises. La plupart des instructeurs de vol à Al Ain sont d'origine du Pakistan et utilisent Grob G 115, Pilatus PC-7, Aermacchi MB-339, et BAe Hawk 63. Quelques officiers de l'escadron no 12 (Hawk 102) de la base aérienne de Minhad, sont également des forces aériennes pakistanaises. Certains de ces officiers sont sur députation (service actif), mais la plupart sont sous des contrats civils avec l'état-major de la force aérienne à Abu Dhabi. De nombreux officiers d'autres nationalités ont également formé les pilotes des Émirats arabes unis, parmi eux les Marocains, les Canadiens, les Jordaniens et les Sud-Africains.
Les femmes sont autorisées à intégrer cette formation en 2007. Le premier lot d'apprenti pilotes comprenait des ingénieurs ayant reçu une approbation pour l'entraînement en vol. Jusqu'à présent[Quand ?], seules trois femmes sont devenues des pilotes de chasse réels et une en pilote de transport. Les instructeurs de la base aérienne de Al Dhafra sont maintenant principalement des américains, étant donné que l'UAEAF a retiré ses Mirage III en faveur des F-16.

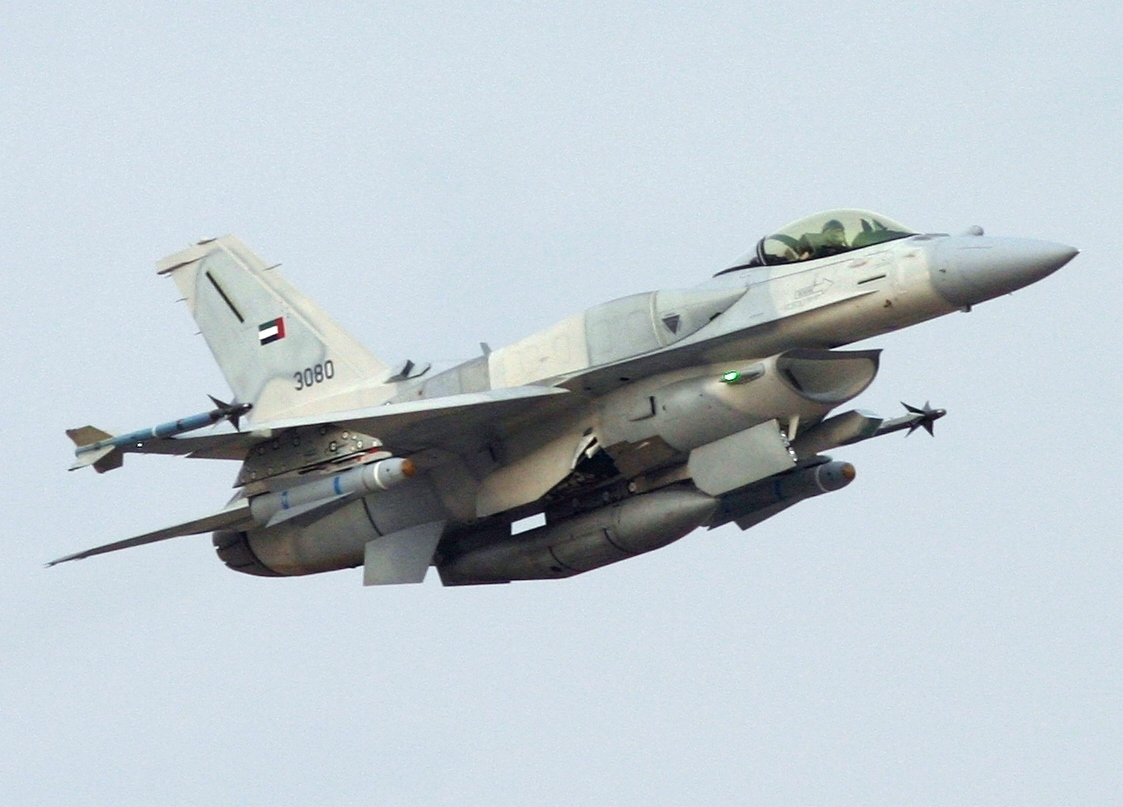
F-16E Desert Falcon au décollage de l'usine de Lockheed Martin à Fort Worth, au Texas. La force aérienne des Émirats arabes unis est le seul opérateur de F-16E/F.

Actuellement, il y a cinq bases aériennes principales opérationnelles, réparties entre le commandement aérien de l'Ouest et centrale. Le commandement des opérations spéciales a sa propre base aérienne et exploite un large éventail d'hélicoptères.
Les candidats se présentent au collège de l'air Khalifa bin Zayed, qui est situé à l'aéroport international d'Al Ain. Ils commencent d'abord par un programme universitaire rigoureux (niveau de base: Sciences militaires), de fitness et une formation d'officier. Ceux sélectionnés en tant que cadets, commencent alors la deuxième phase universitaire : sciences aéronautiques. Les cadets qui passent la période d'évaluation de la deuxième phase sont désignés cadets de l'aviation et débutent la formation au vol. Dans un premier temps, ils commencent ainsi par voler sur les Grob G115 TA. Ceux qui se qualifient passent sur Pilatus PC-7. Sur cet appareil, ils apprennent les rudiments du vol, des techniques et des procédures de décollage et d'atterrissage suivies par un peu de voltige. Le cours de pilotage primaire est ainsi suivi par le cours de vol de base sur Hawk 63. Les diplômés sont classés et affectés en conséquence à une des trois possibilités : le cours d'exercice avancée à Minhad sur le Hawk 102, l'aviation de transport, et les hélicoptères. À Minhad, les nouveaux pilotes apprennent les manœuvres de combat de base, larguer des bombes et apprendre à voler en rase-motte dans un pays voisin, communément Bahreïn ou le Koweït. À la fin du cours de frappe avancée, les officiers sont sélectionnés soit pour le F-16 (Block 60) ou le Dassault Mirage 2000-9, tous les deux à Al Dhafra AB. Rares sont les pilotes sélectionnés pour apprendre à voler sur le F-16 avec le 162d Fighter Wing de l'United States Air Force à Tucson, en Arizona.
7

## État actuel
2007 a marqué le point culminant des plus importants programmes d'approvisionnement jamais entrepris par la force aérienne Émirats arabes unis, avec les dernières livraisons des 80 F-16E/F Block 60 "Desert Falcons" et l'amélioration d'environ 60 Mirage 2000-9, donnant à la force aérienne une importante capacité multirôle. Ces deux investissements représentent une dépense totale de 10 milliards de dollars, avec de l'argent supplémentaire consacré aux infrastructures et la logistique. Un contrat de 6,4 milliards de dollars avec Lockheed Martin pour l'approvisionnement et le soutien de 80 F-16 a été signé en mars 2000, alors qu'un accord 3,4 milliards de dollars pour l'achat de 30 nouveaux Mirage 2000-9 et la modernisation des 33 Mirage 2000 plus âgés des Émirats arabes unis avait été signé au début de l'année 1998. Des missiles ont également été achetés : 160 AGM-88 HARM, 1000 ou plus AGM-65 Maverick, environ 500 AIM-120 AMRAAM, 270 AIM-9 Sidewinder et 52 AGM-84 Harpoon.
Le 3 décembre 2021, les EAU ont signé une commande pour 80 Rafale de chez Dassault destinés à remplacer les 60 Mirage 2000-9 en service et 12 hélicoptères Caracal. Ces avions seront livrés au standard F4 à partir de 2027.
Après une compétition entre le Hawk de BAe, le T-50 Golden Eagle et l'Alenia Aermacchi M-346, l'UAEAF a annoncé l'acquisition de 48 avions de formation et d'attaque léger, avec les premières livraisons courant 2012. Les autres types d'avions-école que l'on pense être en phase de remplacement sont les 30 Pilatus PC-7 et les cinq Aermacchi MB-339 servant à l'Académie de l'air de Al Ain.
L'UAEAF a exploité 20 hélicoptères IAR 330 Puma livrés en deux fois, 10 entre 1993 et 1994, 10 entre 2003 et 2004, et 9 sont livrés à l'armée de l'air libanaise en mars 2007. Après un contrat en 2009, ceux-ci ont été remis à jour à la norme de l'IAR-330SM par IRA Ghimbav en Roumanie, en coopération avec Eurocopter. Ces aéronefs, complétée par dix autres SA-330 de l'armée de l'air d'Afrique du Sud, devraient rester en service pendant au moins 15 ans. Bien qu'un remplacement de la flotte des Puma ne soit nécessaire dans l'immédiat, la force sera complétée par 26 UH-60M, avec 390 missiles AGM-114N Hellfire II. 30 hélicoptères de combat AH-64A Apache ont été modernisés ainsi, au standard AH-64D Longbow, et une douzaine d'Eurocopter AS555 Fennec ont récemment été acquis pour l'utilisation des forces spéciales.
La patrouille d'acrobatie et de démonstration est Al Fursan, créée en 2010.

### Structure des forces
En 2008, la structure de la force aérienne des Émirats arabes unis est comme suit :
- Commandement aérien de l'Ouest, quartier-général à Abu Dhabi
  - Escadre de chasse, Base aérienne Al Dhafra
    - 1er Escadron Shaheen, F-16E/F Block 60 Desert Falcon
    - 2e Escadron Shaheen, F-16E/F Block 60 Desert Falcon
    - 3e Escadron Shaheen, F-16E/F Block 60 Desert Falcon
    - 71e Escadron de chasse, Mirage 2000-9EAD/DAD

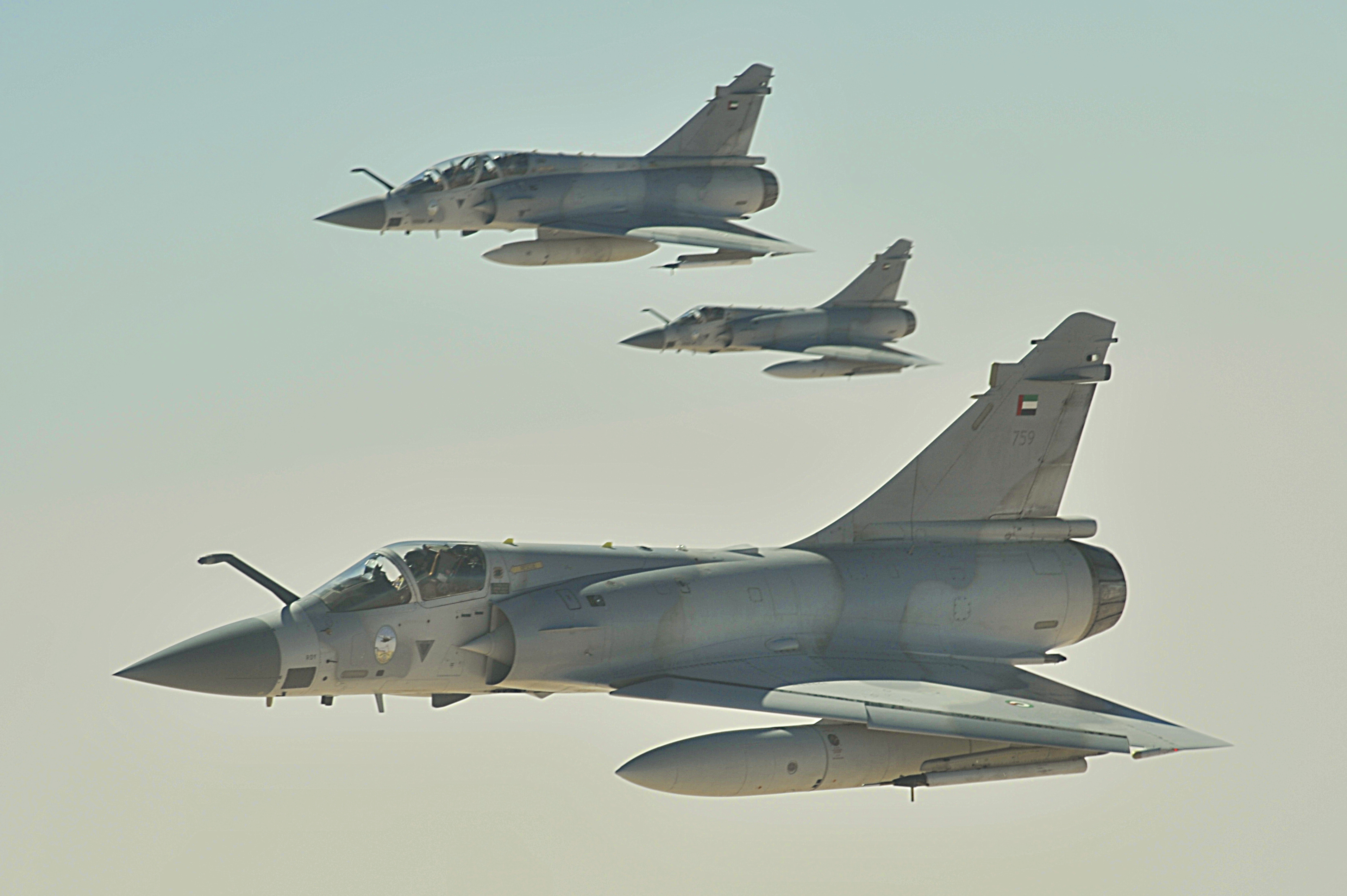
Plusieurs avions de combat polyvalent Mirage 2000 effectuent un vol au-dessus de l'Afghanistan

    - 76e Escadron de chasse, Mirage 2000-9EAD/DAD
    - 86e Escadron de chasse, Mirage 2000-9EAD/DAD Plusieurs avions de combat polyvalent Mirage 2000 effectuent un vol au-dessus de l'Afghanistan

  - Escadre de transport, Base aérienne Al Bateen (en)
    - Escadron C-130, C-130H Hercules
    - Escadron CASA, CN-235M-110
    - Escadron Puma, IAR-330SM Puma
    - 6e Escadron, Bell-214B, AB.412HP/SP
    - Escadron naval, AS.332B/M Super Puma, AS.565SB Panther
- Commandement aérien centrale, quartier-général à Dubaï
  - Base aérienne d'Al Minhad
    - 102e Escadron CAS, BAe Hawk Mk.102
    - Escadron de transport, C-130H-30, L-100-30 Hercules

  - Aéroport international de Dubaï
- Commandement des opérations spéciales, quartier-général à Abu Dhabi
  - Groupe 18, Base aérienne Sas Al Nakheel
    - Escadron des opérations spéciales, UH-60M Black Hawk, CH-47C/D Chinook, AS.365N3 Dauphin II, AS.550C3 Fennec, AgustaWestland AW139, EC 155B1, AH-64A Apache, Cessna 208B Grand Caravan II
- Commandement de l'Armée, quartier-général à Abu Dhabi
  - 10e Brigade de l'aviation légère, Al Dhafra
    - AS.550C3 Fennec, AH-64A Apache

## Aéronefs
Les appareils en service en 2023 sont les suivants, :
| Aéronefs                                                                                   | Origine          | Type                               | En service en 2021 | En service en 2023 | Versions                        | Notes |
| Avion de chasse                                                                            | Avion de chasse  | Avion de chasse                    | Avion de chasse    | Avion de chasse    | Avion de chasse                 | Avion de chasse |
| ------------------------------------------------------------------------------------------ | ---------------- | ---------------------------------- | ------------------ | ------------------ | ------------------------------- | --- |
| Lockheed F-16 Fighting Falcon                                                              | États-Unis       | Avion multirôle                    | 54 24              | 54 24              | F-16E -Block 60 F-16F -Block 60 | Un F-16E s'est écrasé en 2006 et un endommagé durant la guerre civile libyenne de 2011. 13 sont aux États-Unis en permanence pour la formation des pilotes. |
| Dassault Mirage 2000                                                                       | France           | Avion multirôle                    | 44 16 7            | 44 15 7            | 2000-9EAD 2000-9DAD 2000 RAD    | Seront remplacés dans le futur par le Rafale. Une partie sera cédée aux Maroc et une autre à l'Egypte.                                                      |
| Dassault Rafale                                                                            | France           | Avion multirôle                    | 0                  | 0 (80)             |                                 | 80 commandés, ils remplaceront les Mirage 2000. |
| Lockheed F-35 Lightning II                                                                 | États-Unis       | Avion multirôle                    | 0 (50)             | 0 (50)             | F-35A                           | \| Le 21 janvier 2021, les États-Unis annoncent la signature du contrat de vente de 50 F-35A[24]. \|                                                        |
| Avion d'attaque au sol                                                                     |                  |                                    |                    |                    |                                 | |
| Air Tractor AT-802                                                                         | États-Unis       | Avion d'attaque au sol             | 20 8               | 23 6               | Archangel AT802                 | Avion à hélices |
| Avion de transport                                                                         |                  |                                    |                    |                    |                                 | |
| Lockheed C-130 Hercules                                                                    | États-Unis       | Avion de transport                 | 3 1 2              | 3 1 2              | C-130H C-130H-30 L-100-30       | Un C-130H s'est écrasé en 2008. |
| McDonnell Douglas C-17 Globemaster III                                                     | États-Unis       | Avion utilitaire                   | 8                  | 8                  | C-17ER                          | |
| Avion ravitailleur & AWACS                                                                 |                  |                                    |                    |                    |                                 | |
| A330 MRTT                                                                                  | Union européenne | Avion ravitailleur                 | 3                  | 3                  |                                 | 3 appareils en commande |
| Saab 340                                                                                   | Suède            | Avion de détection aéroportée      | 2                  | 0                  | Saab 340 Erieye                 | Retiré en 2020 |
| SAAB GlobalEye                                                                             | Suède            | Avion de détection aéroportée      | 3                  | 3                  | SAAB GlobalEye                  | Les trois premiers livrés au printemps 2020. Le 5e l'est en septembre 2024                                                                                  |
| Avion de patrouille maritime                                                               |                  |                                    |                    |                    |                                 | |
| Bombardier Dash 8                                                                          | Canada           | Patrouilleur maritime              | 4                  | 2                  | Dash-8 Q300                     | |
| Avion d'entraînement                                                                       |                  |                                    |                    |                    |                                 | |
| Pilatus PC-21                                                                              | Suisse           | Avion d'entraînement avancé        | 25                 | 25                 |                                 | |
| Pilatus PC-7                                                                               | Suisse           | Avion d'entraînement               | 30                 | 30                 |                                 | |
| Grob G 115                                                                                 | Allemagne        | Avion d'entraînement               | 12                 | 12                 | G 115TA Acro                    | |
| Alenia Aermacchi M-346 Master                                                              | Italie           | Avion d'entraînement avancé        | 48                 |                    |                                 | |
| Aermacchi MB-339NAT                                                                        | Italie           | Avion d'entraînement               | 7                  | 5                  |                                 | Utilisé par la patrouille d'acrobatie et de démonstration Al Fursan                                                                                         |
| Hawk Mk102                                                                                 | Royaume-Uni      | Avion d'entraînement avancé        | 12                 | 12                 |                                 | |
| Hélicoptère                                                                                |                  |                                    |                    |                    |                                 | |
| Boeing AH-64 Apache                                                                        | États-Unis       | Hélicoptère de Combat              | 30                 | 28                 | AH-64D                          | |
| Sikorsky UH-60 Black Hawk                                                                  | États-Unis       | Hélicoptère utilitaire             | 26                 | 39 11              | UH-60M UH-60L                   | |
| Boeing CH-47                                                                               | États-Unis       | Hélicoptère de transport lourd     | 8 -                | 0 22               | CH-47C/D CH-47F                 | 8 CH-47D livrés par la Libye entre 2002 et 2003. |
| AgustaWestland AW109                                                                       | Italie           | Hélicoptère de transport           | 3                  | 3                  | AW109K2                         | |
| AgustaWestland AW139                                                                       | Italie           | Hélicoptère de transport           | 12                 | 15                 |                                 | Dont 3 pour le transport VIP |
| Bell 407                                                                                   | États-Unis       | Hélicoptère utilitaire             | 1                  | 21                 |                                 | |
| Bell 412                                                                                   | États-Unis       | Hélicoptère de transport           | 12                 | 9                  | AB-412HP/SP                     | Utilisé pour la recherche et le sauvetage. |
| Eurocopter AS-332 Super Puma                                                               | France           | Hélicoptère de lutte sous-marin    | 10                 |                    |                                 | |
| Sud-Aviation SA330 Puma                                                                    | France           | Hélicoptère de transport           | 10                 |                    |                                 | |
| Eurocopter AS555 Fennec                                                                    | France           | Hélicoptère multirôle              | 12                 | 9                  |                                 | |
| Aérospatiale AS565 Panther                                                                 | France           | Hélicoptère multirôle              |                    | 7                  |                                 | |
| SA316 Alouette III                                                                         | France           | Hélicoptère léger polyvalent       |                    | 4                  |                                 | |
| Drones                                                                                     |                  |                                    |                    |                    |                                 | |
| Bayraktar TB2                                                                              | Turquie          | Drone de combat tactique           | 20                 |                    |                                 | |
| Bayraktar Akıncı                                                                           | Turquie          | Drone de combat à longue endurance | N/C                |                    |                                 | [ 28 ] |
| Wing Loong II                                                                              | Chine            | Drones de combat MALE              | N/C                | N/C                |                                 | |
| Wing Loong I                                                                               | Chine            | Drones de combat MALE              | N/C                | N/C                |                                 | |
| RQ-1E predator                                                                             | États-Unis       | Drones de combat MALE              | N/C                | N/C                |                                 | |
| Le 21 janvier 2021, les États-Unis annoncent la signature du contrat de vente de 50 F-35A. |                  |                                    |                    |                    |                                 | |

| Modèle           | Origine          | Type                            | En service en 2023 | Versions           | Notes                                     |
| Défense aérienne | Défense aérienne | Défense aérienne                | Défense aérienne   | Défense aérienne   | Défense aérienne                          |
| ---------------- | ---------------- | ------------------------------- | ------------------ | ------------------ | ----------------------------------------- |
| Barak LRAD       | Inde - Israël    | Missile sol-air longue portée   | 2 lanceurs         |                    |                                           |
| MIM-104 Patriot  | États-Unis       | Missile sol-air longue portée   | 37 lanceurs        | M902 Patriot PAC-3 |                                           |
| THAAD            | États-Unis       | Missile antibalistique          | 12                 |                    |                                           |
| Crotale          | France           | Missile sol-air à courte portée | N/C                |                    |                                           |
| Pantsir          | Russie           | Missile sol-air à courte portée | 46 lanceurs        | Pantsir-S1         | Plusieurs véhicules transféré à la Libye. |
| Rapier           | Royaume-Uni      | Missile sol-air                 | N/C                |                    |                                           |
| GDF-005          | Suisse           | Canon antiaérien                | N/C                | 35 mm              |                                           |